# Foot Ball Club Torino 1920-1921
Questa voce raccoglie le informazioni riguardanti il Foot Ball Club Torino nelle competizioni ufficiali della stagione 1920-1921.

## Rosa
| N. |                     | Ruolo | Calciatore            |
| -- | ------------------- | ----- | --------------------- |
|    | Svizzera (bandiera) |       | Enrico Bachmann I (c) |
|    | Italia (bandiera)   |       | Giuseppe Calvi        |
|    | Italia (bandiera)   |       | Corrado               |
|    | Italia (bandiera)   |       | Enrico Crotti         |
|    | Italia (bandiera)   |       | Aldo Falchi           |
|    | Italia (bandiera)   |       | Mario Fiamberti       |
|    | Italia (bandiera)   |       | Gentile               |
|    | Italia (bandiera)   |       | Antonio Janni         |
|    | Italia (bandiera)   | P     | Franco Lipizer        |
|    | Italia (bandiera)   |       | Piero Martin I        |
|    | Italia (bandiera)   |       | Cesare Martin II      |

| N. |                   | Ruolo | Calciatore           |
| -- | ----------------- | ----- | -------------------- |
|    | Italia (bandiera) |       | Dario Martin III     |
|    | Italia (bandiera) |       | Francesco Morando II |
|    | Italia (bandiera) | P     | Francisco Mosso I    |
|    | Italia (bandiera) |       | Julio Mosso IV       |
|    | Italia (bandiera) |       | Silvio Peruzzi II    |
|    | Italia (bandiera) | P     | Gino Rimini          |
|    | Italia (bandiera) |       | Felice Romano        |
|    | Italia (bandiera) | P     | Sulmone              |
|    | Italia (bandiera) |       | Carlo Tirone         |
|    | Italia (bandiera) |       | Attilio Valobra II   |

## Risultati

### Prima Categoria

#### Girone A

##### Girone di andata
| Arbitro: | Terzolo (Genova) |

|                     |           |                                 |
| Calvi 50’ Calvi 75’ | Marcatori | 5’ (aut.) Morando II 16’ Sereno |

| Arbitro: | Scamoni (Torino) |

|                |           |                                                               |
| Zampiccini 28’ | Marcatori | 33’ (rig.) Calvi 41’, 72’ Falchi 44’, 51’ Tirone 63’ Mosso IV |

| Arbitro: | U.Milano (Alessandria) |

|                 |           |           |
| Migliavacca 69’ | Marcatori | 43’ Calvi |

| Arbitro: | U.Milano (Alessandria) |

|                                      |           |                      |
| Martin I 7’ Tirone 9’ Bachmann I 12’ | Marcatori | 56’ Negri 64’ Grabbi |

| Arbitro: | Barnabò (Milano) |

|                             |           |                   |
| Tirone 9’ Mosso IV 52’, 59’ | Marcatori | 39’ (aut.) Romano |

##### Girone di ritorno
| Arbitro: | Enrietti (Torino) |

|              |           |  |
| Mosso IV 14’ | Marcatori |  |

| Arbitro: | Mombelli (Casale Monf.) |

|                 |           |  |
| Boglietti I 40’ | Marcatori |  |

| Arbitro: | Terzolo (Genova) |

|                                       |           |                               |
| Tirone 7’ Mosso IV 45’ Bachmann I 89’ | Marcatori | 26’ Migliavacca 62’ Mattuteia |

| Arbitro: | Mombelli (Casale Monf.) |

|                        |           |                                                            |
| Grabbi 2’ Salviati 56’ | Marcatori | 26’ (rig.) Calvi 29’ Martin I 46’ Fiamberti 85’ Peruzzi II |

| Arbitro: | Barnabò (Milano) |

|  |           |                           |
|  | Marcatori | 54’ Martin I 71’ Mosso IV |

##### Spareggio
| Arbitro: | Rangone (Alessandria) |

|                               |           |  |
| Mattuteia 32’ Migliavacca 78’ | Marcatori |  |

#### Girone semifinale

##### Girone di andata
| Arbitro: | Fries (Milano) |

|           |           |                                    |
| Preus 47’ | Marcatori | 35’ Martin III 50’ Calvi 80’ Calvi |

| Arbitro: | Mombelli (Casale Monf.) |

|                   |           |              |
| Mosso IV 17’, 45’ | Marcatori | 25’ Zambotto |

| Arbitro: | U.Milano (Alessandria) |

|                                  |           |            |
| Mosso IV 23’, 85’ Janni 78’, 84’ | Marcatori | 35’ Crespi |

##### Girone di ritorno
| Arbitro: | Grossi (Milano) |

|           |           |  |
| Janni 90’ | Marcatori |  |

| Arbitro: | Crivelli (Milano) |

|                                        |           |           |
| G. Monti 6’, 45’ Pastore 34’ Turra 79’ | Marcatori | 66’ Calvi |

| Arbitro: | A.Gama (Milano) |

|                                   |           |                      |
| It. Rossi 79’ Sodano 80’ Raso 89’ | Marcatori | 15’ Romano 25’ Calvi |

##### Spareggio
| Arbitro: | Mombelli (Casale Monf.) |

|             |           |            |
| Corrado 14’ | Marcatori | 34’ Sodano |

| Vercelli 3 luglio 1921 Gara unica | Torino | – non disputata | Legnano | Campo piazza Conte di Torino |

## Statistiche

### Statistiche di squadra
| Competizione    | Punti | In casa | In casa | In casa | In casa | In casa | In casa | In trasferta | In trasferta | In trasferta | In trasferta | In trasferta | In trasferta | Totale | Totale | Totale | Totale | Totale | Totale | DR  |
| Competizione    | Punti | G       | V       | N       | P       | Gf      | Gs      | G            | V            | N            | P            | Gf           | Gs           | G      | V      | N      | P      | Gf     | Gs     | DR  |
| --------------- | ----- | ------- | ------- | ------- | ------- | ------- | ------- | ------------ | ------------ | ------------ | ------------ | ------------ | ------------ | ------ | ------ | ------ | ------ | ------ | ------ | --- |
| Prima Categoria |       | 8       | 7       | 1       | 0       | 19      | 9       | 8            | 4            | 1            | 3            | 19           | 13           | 16     | 11     | 2      | 3      | 38     | 22     | +16 |
| Spareggi        |       | 0       | 0       | 0       | 0       | 0       | 0       | 2            | 0            | 1            | 1            | 1            | 3            | 2      | 0      | 1      | 1      | 1      | 3      | -2  |
| Totale          |       | 8       | 7       | 1       | 0       | 19      | 9       | 10           | 4            | 2            | 4            | 20           | 16           | 18     | 11     | 3      | 4      | 39     | 25     | +14 |

### Statistiche dei giocatori
| Giocatore     | Prima Categoria | Prima Categoria |
| Giocatore     | Presenze        | Reti            |
| ------------- | --------------- | --------------- |
| E. Bachmann I | 15              | 2               |
| G. Calvi      | 18              | 9               |
| Corrado       | 2               | 1               |
| E. Crotti     | 4               | 0               |
| A. Falchi     | 14              | 2               |
| M. Fiamberti  | 3               | 1               |
| Gentile       | 1               | 0               |
| A. Janni      | 7               | 3               |
| F. Lipizer    | 6               | -10             |
| P. Martin I   | 11              | 3               |
| C. Martin II  | 18              | 0               |
| D. Martin III | 8               | 1               |
| F. Morando II | 18              | 0               |
| F. Mosso I    | 6               | -8              |
| M. IV         | 17              | 10              |
| S. Peruzzi II | 3               | 1               |
| Rimini        | 5               | -5              |
| F. Romano     | 15              | 1               |
| Sulmone       | 1               | -2              |
| C. Tirone     | 9               | 5               |
| A. Valobra    | 17              | 0               |